# 3548 Eurybates
3548 Eurybates је Јупитеров тројански астероид. Приближан пречник астероида је 72,14 ,
а средња удаљеност астероида од Сунца износи 5,168 астрономских јединица (АЈ).
Инклинација (нагиб) орбите у односу на раван еклиптике је 8,072 степени, а орбитални период износи 4291,595 дана (11,749 годину). Ексцентрицитет орбите астероида износи 0,090.
Апсолутна магнитуда астероида износи 9,50 а геометријски албедо 0,053.
Астероид је откривен 19. септембра 1973. године.